# 甲斐杏奈
甲斐 杏奈（かい あんな、1993年1月14日 - ）は、宮崎県を拠点に活躍していた女性ローカルタレント、ラジオパーソナリティ

## 概要
1993年1月14日、宮崎県西臼杵郡高千穂町生まれ。趣味は散歩・食器集め。座右の銘はAttack All Around（全てのことに挑戦していく）。K-POP、特に韓国女性アイドル全般が好きとのこと。
過去には、宮崎県ご当地アイドルのハイ天孫ガールズMi-YahのANNAとして活動していた。
2020年よりYouTubeでまるしすたーとして活動中。
2022年1月23日、Twitter上で結婚を報告、同3月には宮崎を離れた。